# メゾネ＝シュル＝タルドワール
メゾネ＝シュル＝タルドワール （Maisonnais-sur-Tardoire、オック語:Maisonès）は、フランス、ヌーヴェル＝アキテーヌ地域圏、オート＝ヴィエンヌ県のコミューン。

## 地理
歴史的なリムーザン地方の最西部にある。タルドワール川、トリウー川、ノゾン川がコミューン内を流れる。

## 人口統計
| 1962年 | 1968年 | 1975年 | 1982年 | 1990年 | 1999年 | 2004年 | 2014年 |
| ------ | ------ | ------ | ------ | ------ | ------ | ------ | ------ |
| 912    | 799    | 696    | 607    | 512    | 454    | 477    | 400    |

参照元:1962年から1999年までは複数コミューンに住所登録をする者の重複分を除いたもの。それ以降は当該コミューンの人口統計によるもの。1999年までEHESS/Cassini、2006年以降INSEE。

## 史跡
- ラヴォーギュイヨン城 - 13世紀の要塞城
- ロシェ城 - ルネサンス様式

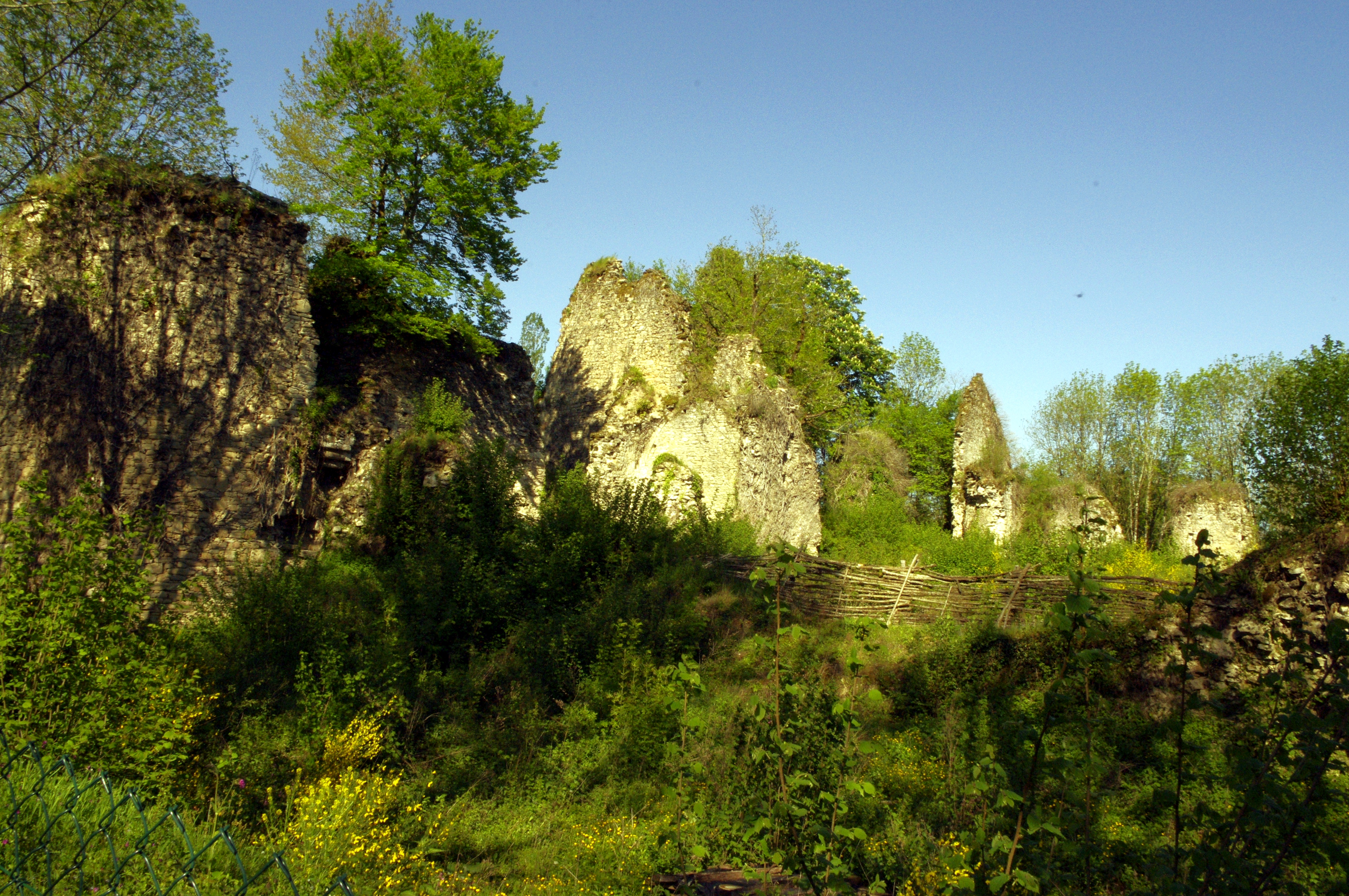
ラヴォーギュイヨン城
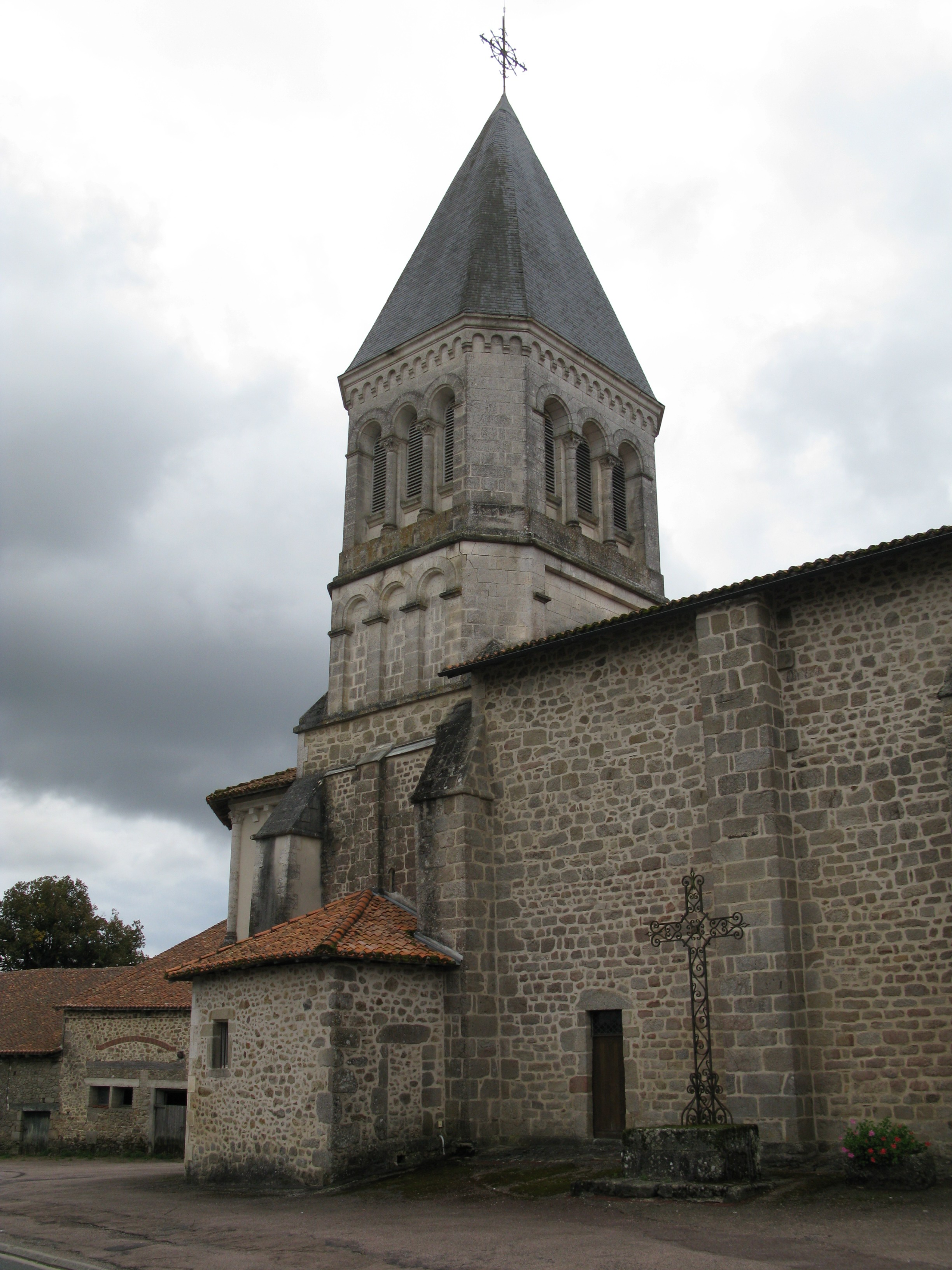
サン・シプリアン教会
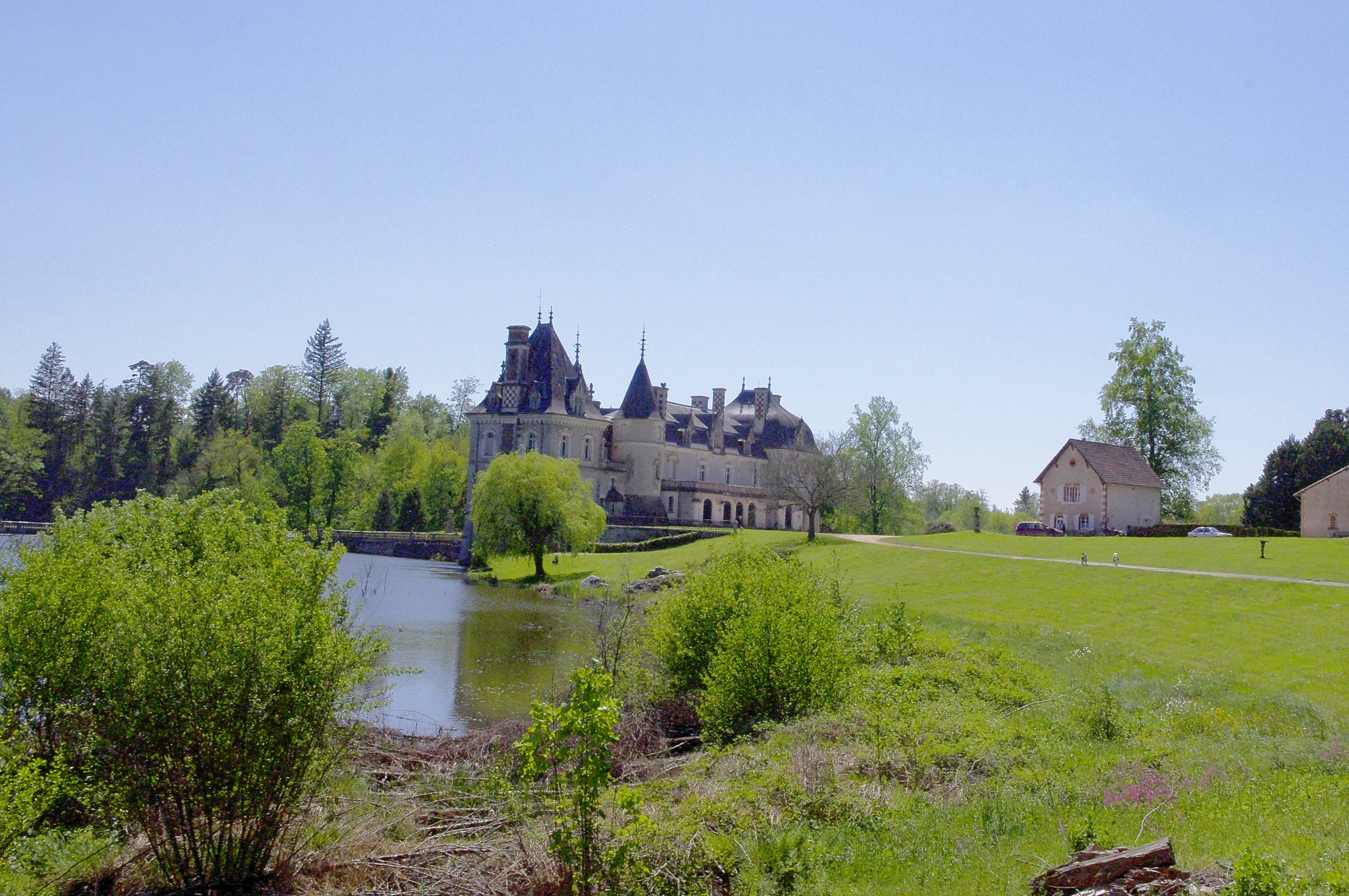
ロシェ城
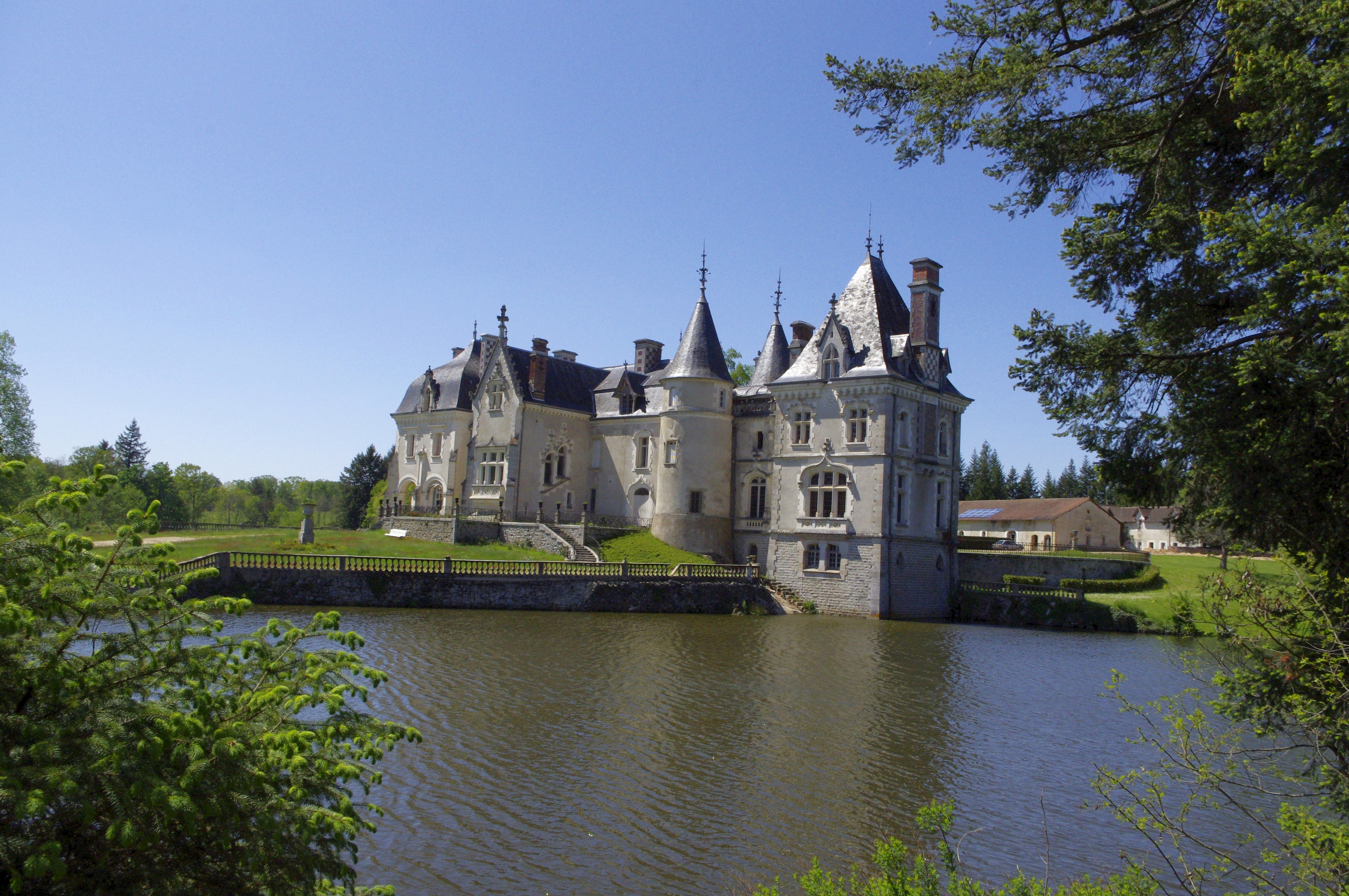
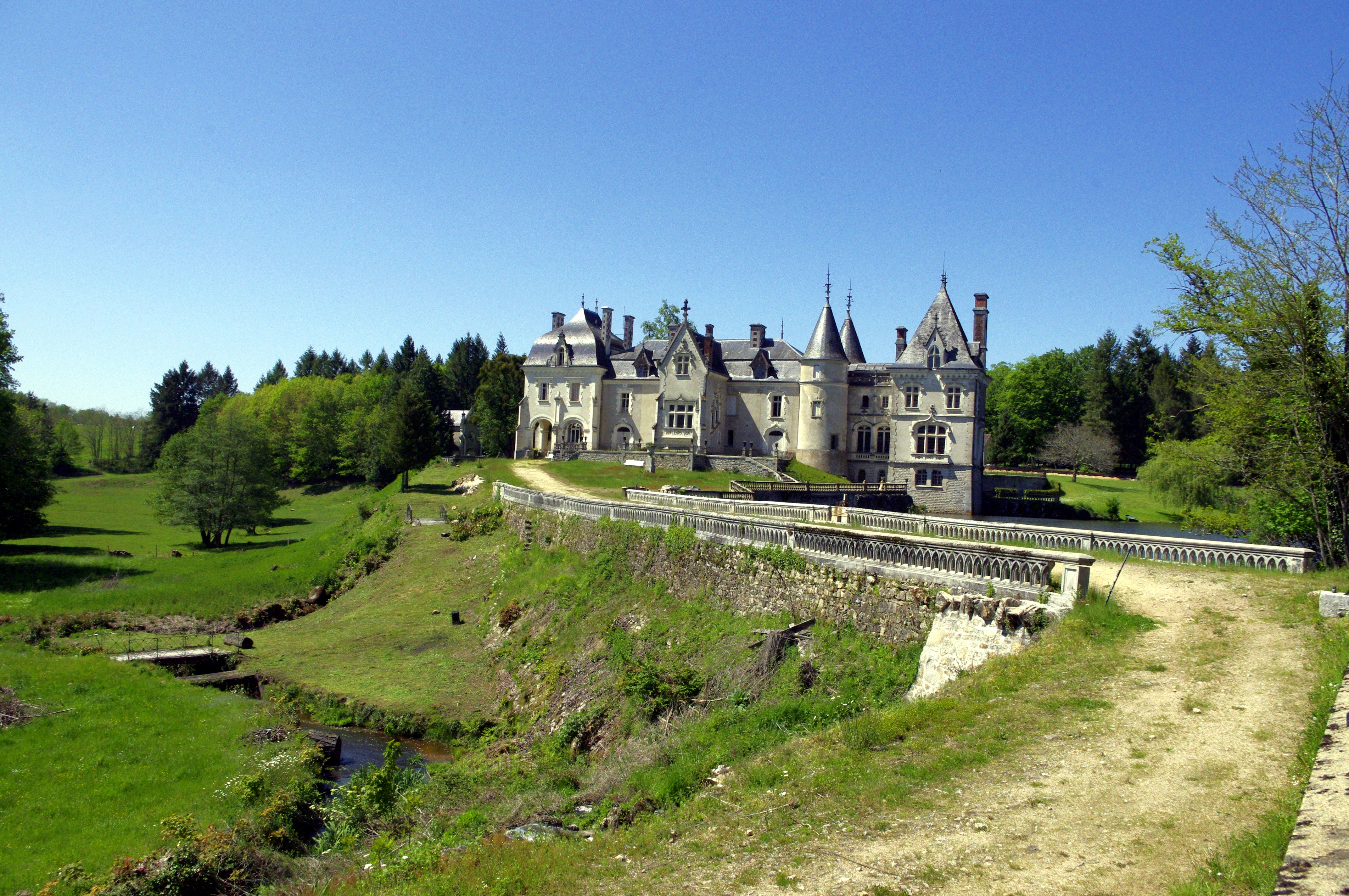
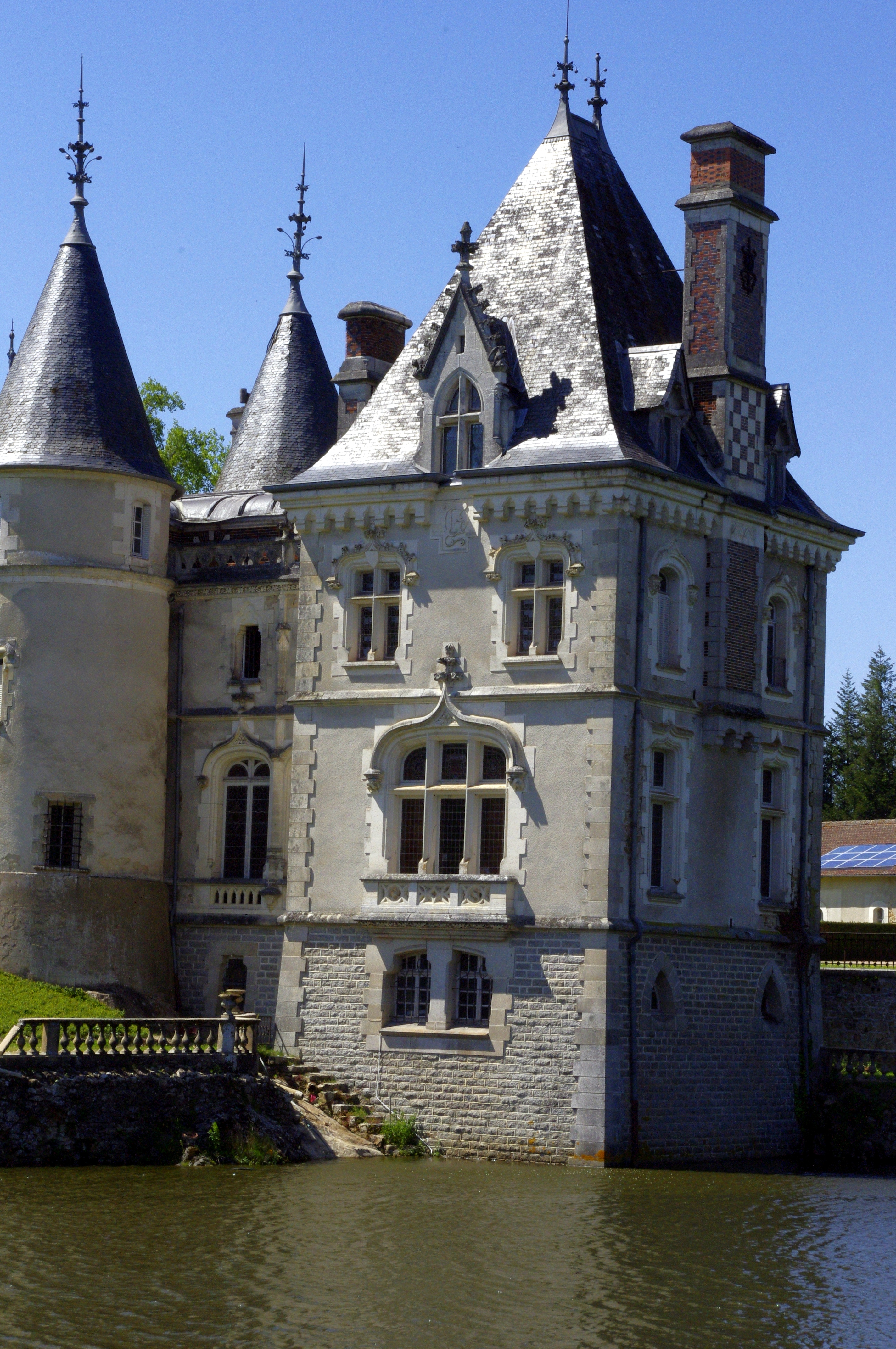